# Aarne Pekkalainen

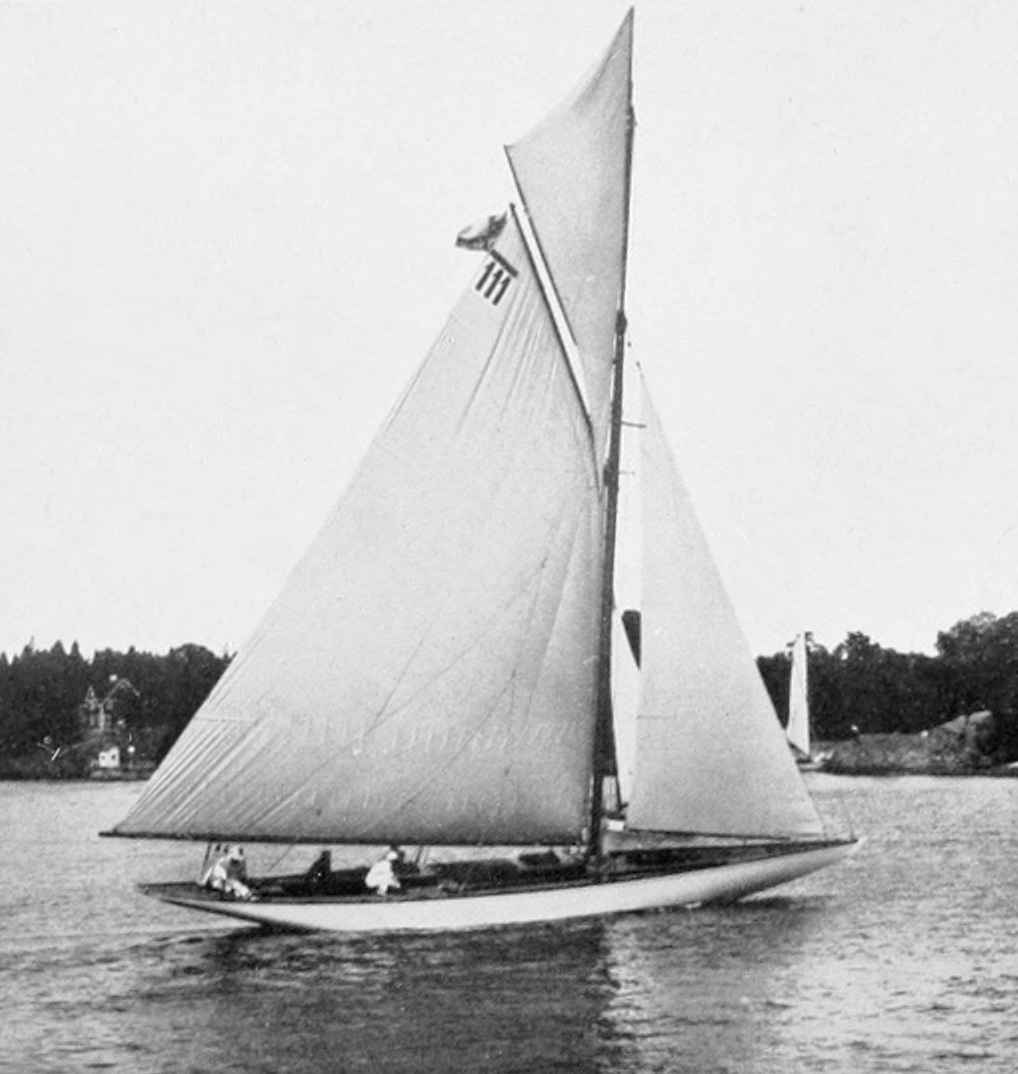
Nina

Johan Anders „Juho Aarne” Pekkalainen (ur. 20 maja 1895 w Wyborgu, zm. 19 marca 1958 w Turku) – fiński żeglarz, olimpijczyk, zdobywca srebrnego medalu w regatach na Letnich Igrzyskach Olimpijskich w 1912 roku w Sztokholmie.
Na Letnich Igrzyskach Olimpijskich 1912 zdobył srebro w żeglarskiej klasie 10 metrów. Załogę jachtu Nina tworzyli również Erik Lindh, Harry Wahl, Waldemar Björkstén, Jacob Björnström, Bror Brenner i Allan Franck.